# Apeadero de Ferrão
El Apeadero de Ferrão es una infraestructura de la Línea del Duero, que sirve a la localidad de Ferrão, en el ayuntamiento de Sabrosa, en Portugal.

## Historia
Este apeadero fue inaugurado, como terminal provisional de la Línea del Duero, el 4 de abril de 1880; el tramo siguiente, hasta Pinhão, entró en servicio el 1 de junio del mismo año.